# Rawil Nesamowitsch Chabutdinow
Rawil Nesamowitsch Chabutdinow (russisch Равиль Незамович Хабутдинов; * 15. Dezember 1928 in Simnik, heute Oblast Kemerowo; † 1. November 1997 in Oktjabrski) war ein sowjetischer Gewichtheber.

## Werdegang
Rawil Chabutdinow stammt aus Nowosibirsk. Er begann Ende der 1940er Jahre mit dem Gewichtheben und brauchte bis Mitte der 1950er Jahre, bis er die sowjetische Spitzenklasse erreicht hatte. Von 1955 bis 1960 gehörte er der absoluten sowjetischen und damit der absoluten Weltspitze an. Er startete für "Spartak" Oktabrask. Bei den Olympischen Spielen 1956 in Melbourne gewann er die Silbermedaille im Leichtgewicht (damals bis 67,5 kg Körpergewicht), der er noch den Europameistertitel 1957 in Katowice, ebenfalls im Leichtgewicht, folgen ließ. Im gleichen Jahr wurde er auch sowjetischer Meister vor dem neuen Star Wiktor Buschujew.
Danach startete er nur noch im Mittelgewicht (bis 75 kg Körpergewicht). In dieser Gewichtsklasse konnte er nicht mehr ganz an die Erfolge im Leichtgewicht anschließen.

## Internationale Erfolge
(OS = Olympische Spiele, EM = Europameisterschaft, Le = Leichtgewicht, Mi = Mittelgewicht)
- 1956, 3. Platz, Großer Preis der UdSSR in Moskau, Le, mit 357,5 kg, hinter Igor Rybak, UdSSR, 372,5 kg und Alexander Falamejew, 370 kg;
- 1956, Silbermedaille, OS in Melbourne, Le, mit 372,5 kg hinter Rybak, 380 kg und vor Kim Chang He, Korea, 370 kg;
- 1957, 1. Platz, EM in Katowice, Le, mit 375 kg, vor Jan Czepułkowski, Polen, 352,5 kg und Marian Zieliński, Polen, 347,5 kg.

## Nationale Meisterschaften
- 1955, 2. Platz, Meistersch. der russ. Rep. (RSFSR), Le, mit 362,5 kg, hinter Nikolai Saksonow, 370 kg und vor Nemow, 347,5 kg;
- 1955, 9. Platz, UdSSR, Le, mit 350 kg, Sieger: Alexander Falamejew, 370 kg vor Scheglow, 370 kg;
- 1955, 1. Platz, Mannschaft, Le, mit 372,5 kg, vor Igor Rybak, 370 kg und Saksonow, 365 kg;
- 1956, 3. Platz, UdSSR, Le, mit 372,5 kg, hinter Falamejew, 375 kg und Rybak, 375 kg;
- 1957, 1. Platz, UdSSR, Le, mit 380 kg, vor Wiktor Buschujew, 380 kg, 380 kg und Goldstein, 377,5 kg;
- 1958, 2. Platz, zentralruss. Meistersch., Mi, mit 392,5 kg, hinter Alexander Kurynow, 412,5 kg und vor Ragely, 390 kg;
- 1959, 1. Platz, RSFSR, Mi, mit 390 kg, vor Scheglow, 385 kg und Olejnikow, 380 kg;
- 1960, 4. Platz, UdSSR, Mi, mit 397,5 kg, hinter Kurynow, 420 kg, Fjodor Bogdanowski, 420 kg und Surzan, 402,5 kg;
- 1960, 4. Platz, Mannschaft, Mi, mit 387,5 kg, hinter Nikolai Kostylew, 410 kg, Chomchenko, 397,5 kg und Scharipow, 390 kg.